# Ermita de Nuestra Señora de Luciana
El santuario de Nuestra Señora de Luciana es un templo situado en el municipio español de Terrinches, en la provincia de Ciudad Real.

## Historia
La ermita es de planta rectangular, con la capilla mayor de bóveda de crucería. En la segunda mitad del quinientos se reformó dicho cuerpo, levantando varias filas de arcos diafragma, apuntados, sobre los que descansaba originalmente una cubierta de madera de pino; en esta fase contaba ya con portal, puerta principal de cantería labrada y unas pequeñas estancias en el santero.
En los últimos años del siglo XVII, y a comienzos del siglo XVIII, el santuario cambió su cubierta de madera por otra de medio cañón con lunetos, construyéndose también el camarín de la virgen detrás del presbiterio. Probablemente, a esta misma época pertenecen gran parte de los repintes que sufrió el retablo, destacando la transformación de los símbolos del remate: Cruz de Santiago y Ave María.

### El retablo
El retablo debió de encargarse hacia 1535, donde se colocó la antigua imagen románica, en alabastro, de Nuestra Señora de Luciana, venerada desde antiguo en esta comarca. Y debió de ser realizado por un maestro castellano, conocedor de los avances estilísticos conectados con las formas renacentistas y cercano a las escuelas de Guadalajara y Cuenca (dinastía de los Gómez).
En esta influencia destaca el sentido monumental en el tratamiento de las figuras, la aproximación a los cánones vitruvianos, las poses elegantes, así como una tímida idealización, claros ecos procedentes de los maestros italianos.
Sin embargo, todavía pueden observarse claros rasgos conservadores, conectados con la tradición tardomedieval, representada por Juan de Borgoña y Pedro Berruguete, tendencia propia de las escuelas manchegas de maestros canteros y escultores durante toda la primera mitad del siglo XVI. Así se explican la recurrencia a los paneles de fondo, a los grutescos, a la preferencia del oro; o las dudas en el tratamiento de la perspectiva.
La actual imagen de Nuestra Señora de Luciana fue realizada por el escultor e imaginero de Alcalá de Guadaíra Manuel Pineda Calderón en 1939, tras la guerra civil española.
El retablo consta de banco o predella, dos cuerpos, tres calles, ático, aletas y remate, combinando la pintura al temple mixto, en sus ocho tablas, y la escultura en bajorrelieve, en los encasamientos, entrecuerpos, guardapolvo y remate, con pilastras de basas sencilla, fustes y capiteles enriquecidos con grutescos en relieve. Predominan los motivos vegetales y geométricos (ovos, palmetas, dardos). Originalmente los motivos ornamentales de la arquitectura que encuadra las mencionadas pinturas combinaba los tonos blanco, gris-verdoso, rojo y verde aguamarina, enriquecidos por zonas con pan de oro sobre bol rojo. Iconográficamente, el retablo desarrolla el tema de la Redención.